# Maharlika Taguig FC
Der Maharlika Taguig Football Club ist ein 2020 gegründeter philippinischer Fußballverein aus Taguig. Aktuell spielt die Fußballmannschaft in der höchsten Liga des Landes, der Philippines Football League. Die Mannschaft ist auch unter dem Namen Koponan ng Masa (Team of the Masses) bekannt. Zu Beginn der Saison wurde der Verein von Maharlika Manila FC in Maharlika Taguig FC umbenannt.

## Stadion
Der Verein trägt seine Heimspiele im McKinley Hill Stadium in Taguig in der Metro Manila aus. Das Stadion hat ein Fassungsvermögen von 2000 Personen.

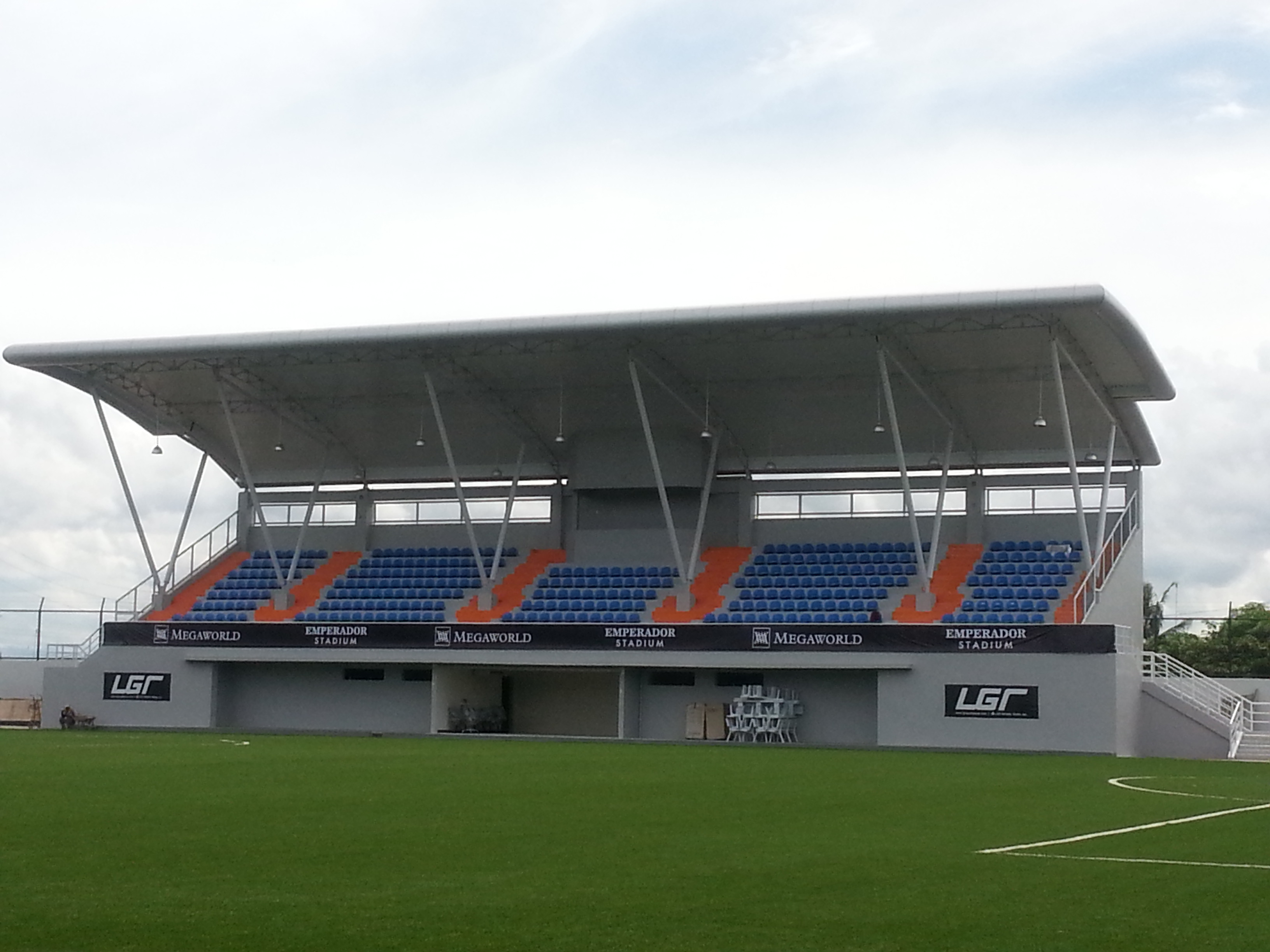
McKinley Hill Stadium

## Trainerchronik
| Trainer             | Nation                  | von              | bis               |
| ------------------- | ----------------------- | ---------------- | ----------------- |
| Roxy Dorlas         | Philippinen Niederlande | 24. August 2020  | 30. Juni 2021     |
| Arvin Soliman       | Philippinen             | 30. Juli 2021    | 31. Dezember 2021 |
| Derick Kim Jeong-il | Südkorea                | 20. Februar 2022 | 9. August 2022    |
| Roxy Dorlas         | Philippinen Niederlande | 1. Februar 2023  | 30. Juni 2023     |

## Saisonplatzierung
| Saison  | Liga                        | Level | Mannschaften | Platz            |
| ------- | --------------------------- | ----- | ------------ | ---------------- |
| 2020    | Philippines Football League | 1     | 6            | 5.               |
| 2021    | Philippines Football League | 1     | 7            | Keine Austragung |
| 2022/23 | Philippines Football League | 1     | 7            | 7.               |
| 2024    | Philippines Football League | 1     | 15           | 9.               |

## Ausrüster und Sponsoren
| Jahr | Ausrüster            | Hauptsponsor |
| ---- | -------------------- | ------------ |
| 2020 | Gameville Sportswear | Philam Life  |